# Gerhard Voß (Theologe)
Gerhard Voß (* 22. März 1903 in Rostock; † 9. Dezember 1993 in Schwerin) war ein deutscher evangelisch-lutherischer Pastor und Dozent für Kirchengeschichte, zuletzt in Schwerin.

## Leben und Wirken
Voß wuchs als Sohn des späteren Mecklenburg-Schweriner Landessuperintendenten Friedrich Voß und Enkel des Kirchenrats Friedrich Voß (Sanitz) in Rostock auf. Er besuchte die Große Stadtschule Rostock und erwarb dort 1921 sein Reifezeugnis.
Voß studierte Evangelische Theologie in Erlangen, Halle/Saale und Rostock. Nach Beendigung seines Studiums war er zunächst Hauslehrer bei Landgraf Chlodwig von Hessen-Philippsthal-Barchfeld auf Herleshausen bei Eisenach. Ab 1927 besuchte er das Predigerseminar Schwerin, versah nach dem 2. Examen eine Praktikantenstelle beim Wohlfahrtsamt der Stadt Köln und wurde Ende 1928 als Vikar in Althof bei Bad Doberan eingesetzt. 
Am 11. November 1928 wurde er ordiniert und war damit Pastor in der elften Generation mütterlicherseits seit der Reformation in Mecklenburg, Kurpfalz und Lippe. Sein drei Jahre älterer Bruder Martin wurde auch Pastor, später Landessuperintendent in Wismar und Parchim.
Seit November 1930 war er Pfarrverweser in Klaber und ab November 1938 Pastor in Pokrent. In der Zeit des Kirchenkampfes war Voss bei der Kessiner Bruderschaft dabei. Die Bruderschaft und ihre Zusammenkünfte im Teterower Bereich, wo man alle Monate umschichtig in den Pfarrhäusern zusammenkam, bedeuteten ihm viel.
Am 17. Juli 1931 hatte er Gerda Fuckel, Pastorentochter aus Köln mit mecklenburgischen Wurzeln, geheiratet. Am 1. Dezember 1940 wurde er Soldat der Wehrmacht und kam im August 1945 aus Kriegsgefangenschaft wieder nach Hause.
Von 1945 bis 1970 amtierte er als Pastor an der Paulskirche Schwerin.
Von 1948 an war Voß 25 Jahre lang Dozent für Kirchengeschichte am wiedereröffneten Predigerseminar in Schwerin. Er beschäftigte sich intensiv mit der Besiedlungsgeschichte Mecklenburgs und der Kirchwerdung im Lande.
Voß gründete zusammen mit den Theologieprofessoren Gottfried Holtz und Erhard Peschke im Jahr 1958 die heute noch bestehende Arbeitsgemeinschaft für mecklenburgische Kirchengeschichte an der Universität Rostock. Sie war damals Werk der Evangelisch-Lutherischen Landeskirche Mecklenburgs und ist heute Werk des Kirchenkreises Mecklenburg. Von 1960 bis 1974 leitete er nach Peschkes Weggang die Arbeitsgemeinschaft. Er führte vielbesuchte Tagungen durch in Schwerin (1960), Neustrelitz (1962), Güstrow (1964), Ribnitz (1966), Bad Doberan (1968), Ludwigslust (1970), Malchin (1972) und Wismar (1974).
In den letzten Lebensjahren lebte Voß zurückgezogen in einer Neubauwohnung in Schwerin-Lankow. Er feierte noch die Diamantene Hochzeit am 17. Juli 1991, den 90. Geburtstag am 22. März 1993 und das 65-jährige Ordinationsjubiläum am 11. November 1993. Der Gedenkartikel in der Mecklenburgischen Kirchenzeitung (MKZ) erfreute ihn. Kurz darauf, am 9. Dezember 1993, verstarb er.

## Veröffentlichungen (Auswahl)
- Nachwort „In memoriam Karl Schmaltz“, in: Karl Schmaltz: Kirchengeschichte Mecklenburgs, 3. Band, 1952, S. 515 ff.
- Die Reformation in Mecklenburg I–V, in: Mecklenburgische Kirchenzeitung (MKZ), vom 2. Oktober bis 19. November 1967.
- Das Bibelwerk in Mecklenburg – sein Ursprung und seine Entwicklung, in: Die Bibel in der Welt. Jahrbuch des Verbandes der evangelischen Bibelgesellschaften in Deutschland, Band 11, Witten und Berlin 1968, S. 79–93 (online auf pkgodzik.de).
- 100 Jahre St. Paulsgemeinde (Schwerin) I–IV, in: MKZ vom 29. Juni bis 20. Juli 1969.
- Artikelserie Lebensbilder: Slüter, Georg, Clara v. Sciffi, Martin von Tours, Antonius. In: MKZ vom 27. Februar, 23. April, 6. August, 5. November 1972 und 4. Februar 1973.
- Artikel über die Entstehung, Vernichtung und Rückkehr des „Schwebenden“ im Güstrower Dom, in: MKZ vom 9. September 1973.
- Die Georgstraße durch Mecklenburg, in: MKZ vom 4. Mai 1980.
- Entdeckungen im stillen Stadtwinkel. Zur Ribnitzer Klosterkirche, in: MKZ vom 13. Januar 1974, 29. Januar 1978 und 2. August 1981.
- Liebe und Ingrimm. Gottfried Holtz zum 75. Geburtstag, in: MKZ vom 3. Februar 1974.
- Der ‚Dom‘ von Steffenshagen, in: MKZ vom 3. März 1974.
- Zeugen einer fernen Zeit. Zu den Ausgrabungen in Groß Raden bei Sternberg, in: MKZ vom 2. Mai 1976.
- Zwischen den Zeilen eines alten Steuerregisters. Zum 750-jährigen Bestehen des Ratzeburger Zehntregisters, in: MKZ vom 3. August 1979.
- Der Kampf gegen das rationalistische Gesangbuch von 1795, in: MKZ vom 7. Dezember 1980.
- Die Kirche zu Groß Wokern in ihren geschichtlichen Zusammenhängen (1981), in: Michael Bunners, Erhard Piersig (Hrsg.): Jahrbuch für Mecklenburgische Kirchengeschichte – Mecklenburgia Sacra, Band 16, Wismar: Redaria 2013, S. 9–23.[12]
- Siedlung und Kirchwerdung im Raum Teterow, in: Territorialkirchengeschichte. Entwicklung, Aufgaben, Beispiele, Greifswald: Ernst-Moritz-Arndt-Universität 1984, S. 31–41.

## Trivia
Voß hat in dem mecklenburgischen Pfarrer Gerhard Voß einen kirchengeschichtlich interessierten Amtsbruder und Namensvetter, der 1959 ordiniert wurde und im Ruhestand in Güstrow lebt.